# 栗原工業
栗原工業株式会社（くりはらこうぎょう）は、電気設備工事などを行う電気工事のサブコンである。みどり会の会員企業であり三和グループに属している。

## 沿革
- 1919年7月 - 大阪市北区梅ヶ枝町に栗原工業所創業。
- 1942年6月 - 栗原工業株式会社設立。
- 1949年10月 - 建設業法による大臣登録取得。
- 1966年5月 - 本社を大阪市北区高垣町（東阪急ビル）に移転。
- 1970年4月 - 教育訓練所開設。
- 1974年2月 - 建設業法改正により建設大臣許可取得。
- 2005年12月 - 栗原テクノサポート株式会社設立。
- 2015年8月 - 株式会社KESを完全子会社化。
- 2019年5月 - 本社を大阪市北区南森町（自社ビル）に移転。

## 関連会社
- 栗原タイランド株式会社
- 栗原ベトナム有限責任会社
- 煙台万華栗原電気儀表設備工程有限公司
- 栗原テクノサポート株式会社
- 株式会社栗原コーポレーション
- 株式会社KES